# Aérodrome d'Étrépagny
L’aérodrome d’Étrépagny (code OACI : LFFY) est un aérodrome agréé à usage restreint, situé à 1,5 km à l’est d’Étrépagny dans l’Eure (région Normandie, France).
Il est utilisé pour la pratique d’activités de loisirs et de tourisme (aviation légère et aéromodélisme).

## Installations
L’aérodrome dispose d’une piste en herbe orientée est-ouest (11/29), longue de 675 m et large de 50.
L’aérodrome n’est pas contrôlé. Les communications s’effectuent en auto-information sur la fréquence de 123,500 MHz.
L’avitaillement en carburant (100LL) et en lubrifiant est possible.

## Activités
- Aéro-club du Vexin